# Sangar (fortifikation)

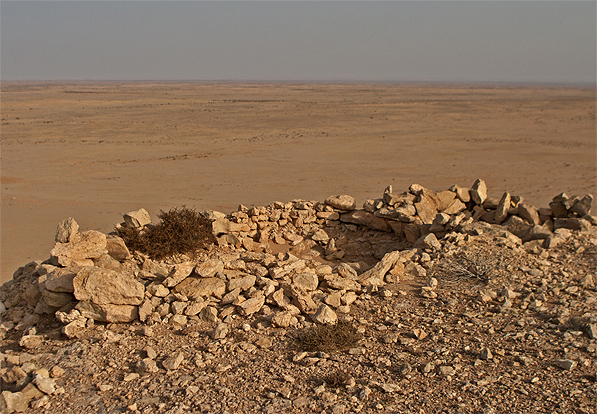
Sangar från konflikten i Västsahara troligen från 1980-talet

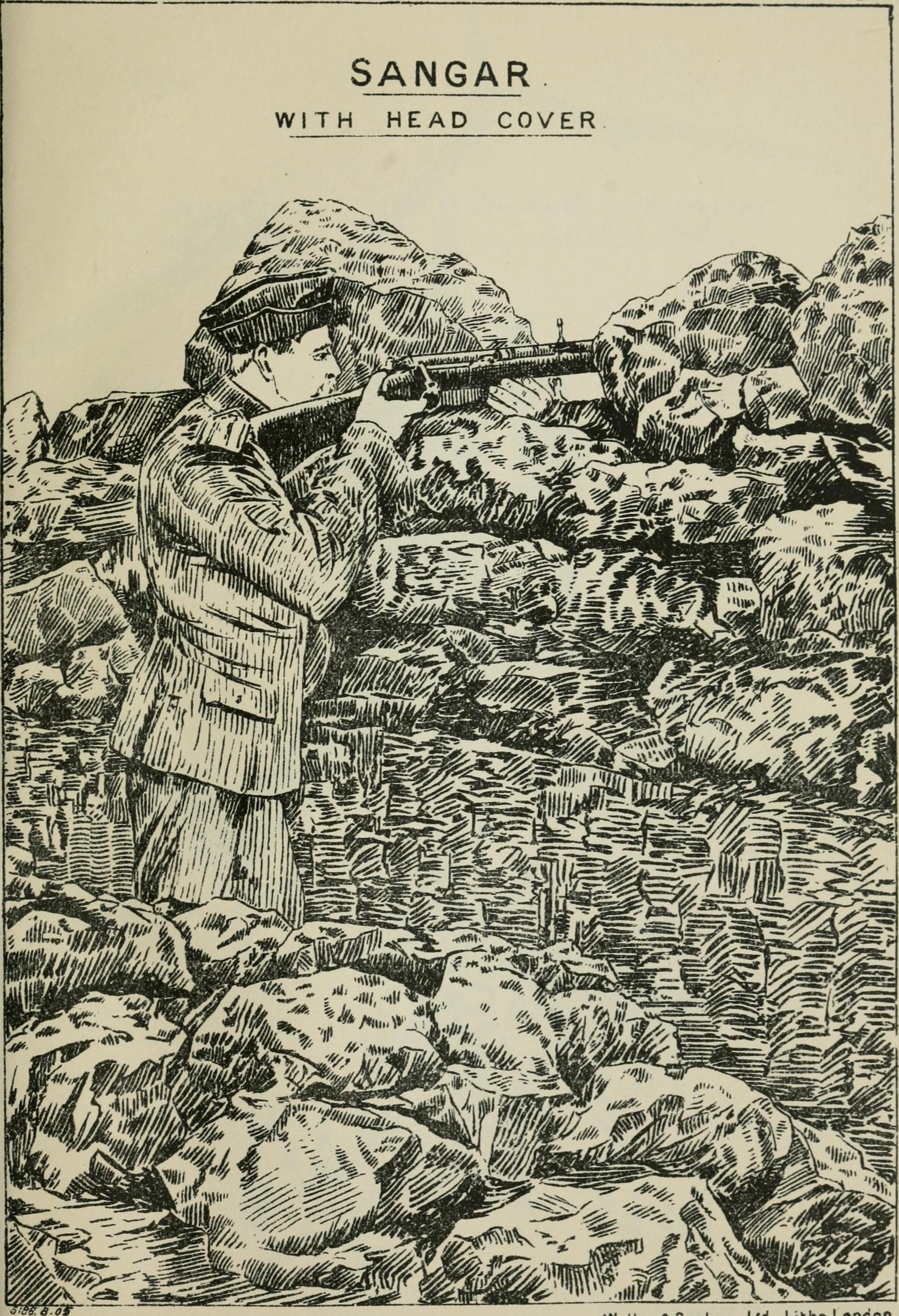
Illustration från Manual of Military Engineering (1905)

Sangar  (persiska: سنگر) är en typ av tillfällig befästning med bröstvärn. Begreppet myntades av den Brittisk-indiska armén. Förr byggdes bröstvärnet i sten, idag kan det till exempel byggas med sandsäckar, gabioner eller liknande material. Sangarer byggs normalt i terräng där det inte är praktiskt möjligt att gräva skyttegravar. Termen används fortfarande ofta av den brittiska armén, men har nu utökats till att täcka ett bredare utbud av små befästa positioner.

## Etymologi
Ordet antogs från hindi och pashto och kommer ursprungligen från det persiska ordet sang, "sten". Dess första framträdande på engelska (som registrerats av Oxford English Dictionary) är i formen sunga och dateras från 1841. Ordet har också ibland använts som ett verb, vilket betyder "att befästa med en sangar". Dock tycks denna användning ha varit begränsad till det första decenniet av 1900-talet.

## Traditionellt bruk
Termen användes ursprungligen av den brittiska indiska armén för att beskriva små tillfälliga befästa positioner vid Nordvästra gränsen och i Afghanistan. Det användes flitigt av britterna under den italienska kampanjen under andra världskriget. Termen används också av British Royal Air Force för att beskriva befästa vaktpositioner på flygfält.

## Modernt bruk

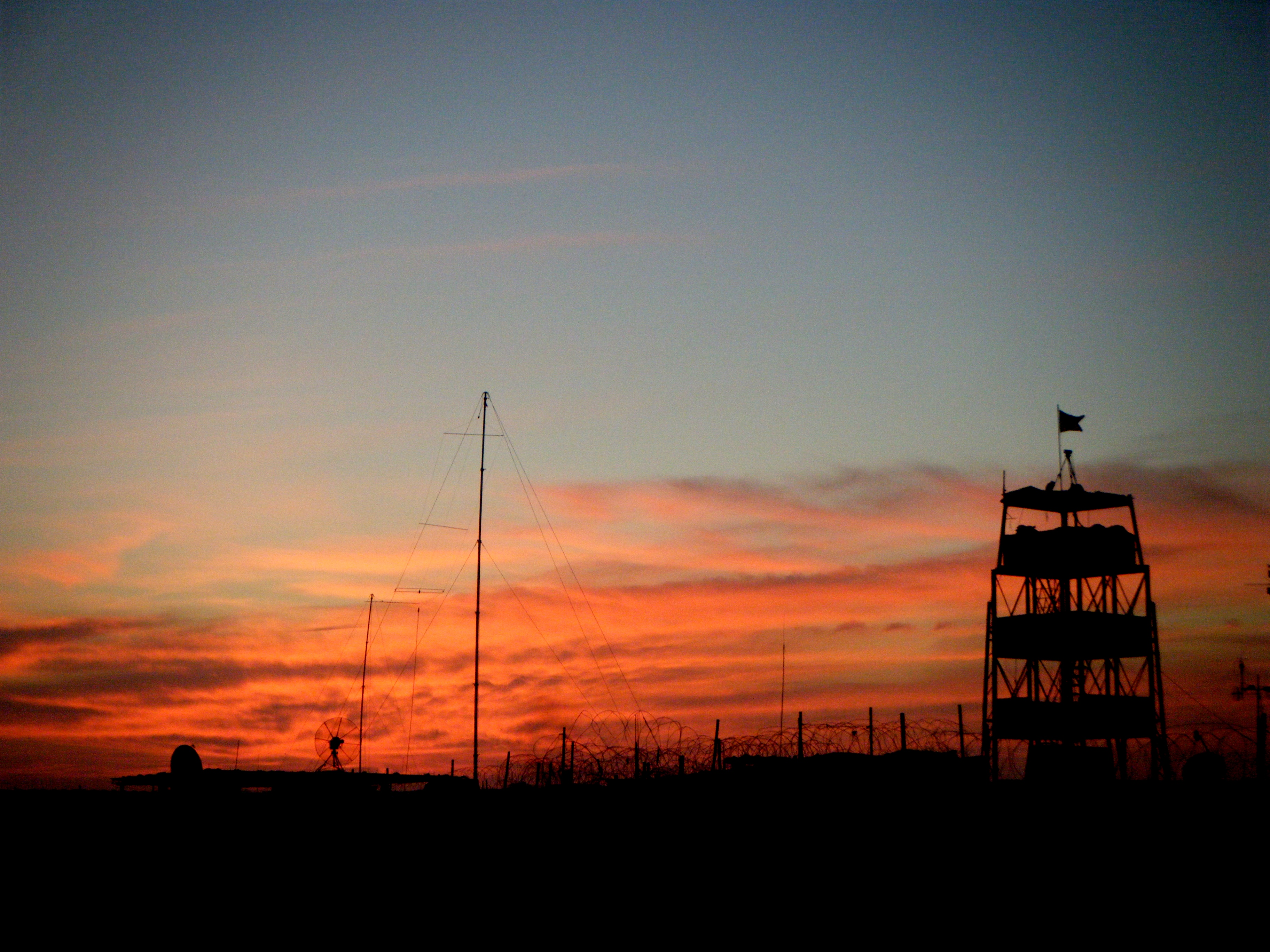
Supersangar på den brittiska frontoperativa basen, Pris, Gereshk, Afghanistan (fotografi tagen 2013 under kriget i Afghanistan).

På senare tid har användningen av termen utökats till att täcka ett bredare utbud av små, semipermanenta befästa positioner. Den Oberoende övervakningskommissionen uttalade omedelbart efter problemen i Nordirland:
Den brittiska armén använder andra termer för att klassificera sina positioner som omfattas av vår definition av torn och observationsposter. För att undvika alla tvivel anger vi nedan de militära termer som vi har ansett vara inkluderade i denna del av rapporten.
Sangar: En sangar är en skyddad vaktpost, normalt placerad runt omkretsen av en bas. Dess huvudsakliga funktion är att ge tidig varning om fiende/terroristaktivitet/attack för att skydda styrkor både inom basen och de som är utplacerade inom synhåll från sangarn.
Supersangar: En supersangar är en förhöjd sangar och kan inte skiljas från vad som vanligtvis kallas ett torn.